# واکنش ولفن‌اشتین–بوترز
واکنش ولفن‌اشتین–بوترز (به انگلیسی: Wolffenstein–Böters reaction) به یک واکنش شیمیایی در شیمی آلی اشاره دارد که طی آن مولکول آروماتیک بنزن در اثر اختلاط با محلول آبی نیتریک اسید و جیوه (II) نیترات، به پیکریک اسید تبدیل می‌شود.